# Peter Ziegler (Historiker)
Peter Ziegler, auch Peter Ziegler-Keiser (* 10. September 1937 in Wädenswil; † 23. Juni 2024), war ein Schweizer Historiker.

## Leben und Wirken
Ziegler wuchs in Wädenswil auf. Nach seinem Geschichtsstudium absolvierte er eine Ausbildung als Primar- und Sekundarlehrer. An der Universität Zürich war er 1973 bis 1999 als Didaktiklehrer für Geschichte tätig.

## Forschung
Ziegler war Hauptautor und Redaktor der neunbändigen Schulbuch-Reihe Zeiten – Menschen – Kulturen, die in den 1990er-Jahren an Schweizer Schulen verwendet wurde. Zieglers wichtigstes Forschungsfeld war die Lokalgeschichte von Wädenswil und die Regionalgeschichte des Zürichsees. Er verfasste zahlreiche Bücher, Bildbände, Festschriften, Kunstführer und Artikel zur Geschichte der Zürichsee-Region. Ziegler begründete 1975 das Jahrbuch der Stadt Wädenswil, das seither jährlich erscheint. Von ihm stammt ebenfalls ein zweibändiges Standardwerk zur Geschichte von Wädenswil. Insgesamt legte Ziegler in seiner langjährigen Tätigkeit als Geschichtsforscher und -vermittler über 1200 publizierte Texte vor.
Das private Archiv Peter Zieglers zur Lokalgeschichte bildete die Grundlage des von ihm gegründeten Dokumentationsstelle Oberer Zürichsee, die inzwischen einen Bestand von je 5'000 Monographien und Quellen aufweist.

## Auszeichnungen und Ehrungen
- 1992: Ehrendoktor der Universität Zürich[4]
- 1992: Kulturpreis des Rotary Clubs Meilen[5]
- 2005: Ehrenmitglied der Historischen Gesellschaft Wädenswil[6]
- 2009: Swiss Federal Design Award: Award for Most Beautiful Swiss Book, für das Buch Wädenswil 001-555[7]

## Publikationen (Auswahl)
- Aus der Geschichte der Siedlung Gießen in Wädenswil. Wädenswil 1960.
- Die Ausgrabungen auf dem Kirchhügel Wädenswil. Wädenswil 1963.
- Geschichte der Au. Wädenswil 1966.
- Veränderungen an Kirche und Kirchenumgebung seit 1767. In: Die Kirche von Wädenswil. Jubiläums-Schrift zur 200-Jahr-Feier 1967. Wädenswil 1967.
- Wädenswil. Erster Band. Von den Anfängen bis zum 18. Jahrhundert. Wädenswil 1970.
- Wädenswil. Zweiter Band. Vom 19. Jahrhundert bis zur Gegenwart. Wädenswil 1971.
- Aus der Geschichte des Schulhauses Hirschengraben in Zürich. Zürich 1976.
- Häuser in der Stadt. In: Wädenswil von Kopf bis Fuss. Wädenswil 1981.
- Schloss Wädenswil. Wädenswil 1982.
- Kirche Wädenswil. Wädenswil 1983.
- Reformierte Kirche Wädenswil – Aussenrestaurierung 1983/84. Wädenswil 1985.
- Burgruine Wädenswil. Wädenswil 1986.
- Baneeter-Buume. Wädenswil 1987.
- Die Johanniterkomturei Wädenswil 1287–1550. Wädenswil 1987.
- Das Haus «Zur Sonne» in Wädenswil. Wädenswil 1988.
- Rundgang I durch Wädenswil. Wädenswil 1989.
- Rundgang II durch Wädenswil. Wädenswil 1990.
- Die Au gestern – heute. Wädenswil 1990.
- Lesegesellschaft Wädenswil 1790–1990. Wädenswil 1990.
- Zeiten – Menschen – Kulturen. (Als Hauptautor und Redaktor.) 9 Bände. Zürich 1990. (Geschichtslehrmittel für die Sekundarstufe)
- Krankenpflegeverein Wädenswil 1891–1991. Wädenswil 1991.
- Wädenswil 1800 bis 1991. Wädenswil 1991.
- Das einstige Wädenswil im Bild, Wädenswil 1992.
- Wädenswiler Fasnacht. Wädenswil 1994.
- Fünfzig Jahre «Freunde des Volkstheaters Wädenswil» 1945 bis 1995. Wädenswil 1995.
- 100 Jahre Kammerorchester Wädenswil. Wädenswil 1998.
- Leben am Zürichsee. Stäfa 1999.
- Häuser und Höfe im Wädenswilerberg. Geschichte und Erhaltung. Zürich/Egg 1999. (= Kleine Schriften zur Zürcher Denkmalpflege, Heft 2) (Online)
- Reformierte Kirche Wädenswil – Innenrenovation 1998/99. Wädenswil 1999.
- Kirchen und Kapellen rund um den Zürichsee. Stäfa 2000.
- Reformierte Kirche Wädenswil. Wädenswil 2005.
- Sagen und Legenden rund um den Zürichsee. Stäfa 2005.
- Wädenswil 001–555. Stäfa 2008.[8]
- Bauerndorf, Industriestadt, Schulort: das Auf und Ab der Textilindustrie prägte Wädenswils Entwicklung. Wädenswil 2010.[9]
- Jahrbuch der Stadt Wädenswil. Wädenswil seit 1975. (Begründet von Peter Ziegler; erscheint jährlich)
- Geometer Rudolf Diezinger (1770–1847) von Wädenswil und sein Werk. Wädenswil 2024.